# نظام التلفزيون البرازيلي
نظام التلفزيون البرازيلي (بالبرتغالية: Sistema Brasileiro de Televisão) هي شبكة تلفزيونية برازيلية تأسست في 19 أغسطس 1981 من قِبل رجل الأعمال والشخصية التلفزيونية سيلفيو سانتوس.